# 123P/Веста — Хартли
 Комета Веста — Хартли (123P/West-Hartley) — короткопериодическая комета из семейства Юпитера, которая впервые была обнаружена 11 мая 1989 года датским астрономом Ричардом Вестом при изучении фотопластин, полученных  итальянским астрономом G. Pizarro ещё 14 марта. Она была описана как диффузный объект с центральной конденсацией и небольшим хвостом, простирающимся на 0,5 ' угловых минут. Комета обладает довольно коротким периодом обращения вокруг Солнца — чуть более 7,58 года.

Орбита кометы Веста — Хартли и её положение в Солнечной системе

Найти комету на основании лишь одного снимка, тем более полученного за два месяца до её открытия, было не простой задачей. Вест предположил, что комета обладает суточным движением в 210 " угловых секунд, но не смог определить точное направление этого движения. В итоге, к концу месяца, 28 мая комета всё же была случайно найдена американским астрономом Малкольмом Хартли. Яркость кометы на его снимке достигала 17,0 m звёздных величин, а её хвост увеличился до 4 ' угловых минут.

## История наблюдений
Поскольку комета была обнаружена спустя несколько месяцев после прохождения перигелия, на пути от Солнца, сама комета была довольно слабой, а её наблюдения немногочисленны. После объявления об открытии японский астроном Цутому Сэки сфотографировал комету 30 мая, Pizarro удалось получить ещё один её снимок 31 мая с магнитудой 18,0 m, также 1 и 8 июня за кометой следили астрономы обсерватории Ла-Силья. В последний раз её наблюдали 30 июня в обсерватории Маунт Джон. Анализ архивных данных позволил обнаружить ещё один снимок кометы,  полученный 7 мая в Паломарской обсерватории. Эти данные в итоге позволили британскому астроному Брайану Марсдену существенно уточнить орбиту кометы, которая по новым данным должна была пройти перигелий 6 октября 1988 года на расстоянии 2,133 а. е. от Солнца и иметь период обращения 7,56 года.
Японский астроном Сиюти Накано, интегрировав полученную орбиту на несколько лет вперёд, определил, что комета вернётся в перигелий 12 мая 1996 года. Фактическое восстановление произошло 21 сентября 1995 года, когда её обнаружили американские астрономы Том Герельс и Джеймс Скотти с помощью 0,91-метровом телескопа обсерватории Китт-Пик. Она была описана ими как диффузный объект общей магнитудой 18,8 m с центральной конденсацией 21,1 m, комой 11 " угловых секунд и коротким хвостом, простирающимся на 22 " угловых секунды. Текущие координаты указывали на необходимость корректировки прогноза всего на +0,91 суток. За кометой следили в различных обсерваториях вплоть до 5 августа 1996 года, при этом её максимальная яркость достигла 14,2 m.

## Сближения с планетами
В течение XX века комета дважды подходила к Юпитеру ближе, чем на 1 а. е. В XXI веке таких тесных сближений не ожидается.
- 0,79 а. е. от Юпитера 7 января 1940 года;
  - уменьшение расстояния перигелия с 2,33 а. е. до 2,23 а. е.;
  - уменьшился орбитального периода с 8,29 до 7,95 года;
- 0,68 а. е. от Юпитера 21 сентября 1963 года;
  - уменьшение расстояния перигелия с 2,23 а. е. до 2,18 а. е.;
  - уменьшение орбитального периода с 7,94 до 7,71 года.